# Desa Margomulyo (administrativ by i Indonesien, Jawa Tengah, lat -6,71, long 111,11)
Desa Margomulyo är en administrativ by i Indonesien.   Den ligger i provinsen Jawa Tengah, i den västra delen av landet, 500 km öster om huvudstaden Jakarta.